# Microcos oligoneura
Microcos oligoneura är en malvaväxtart som beskrevs av Karl Ewald Maximilian Burret. Microcos oligoneura ingår i släktet Microcos och familjen malvaväxter. Inga underarter finns listade i Catalogue of Life.